# Anders Wejryd
Anders Wejryd (ur. 8 sierpnia 1949 w Falköping) – arcybiskup luterańskiego Kościoła Szwecji. Wybrany na to stanowisko 2 września 2006 w katedrze w Uppsali. 
Został ordynowany w 1972. W latach 1995–2006 był biskupem diecezji Växjö. Był pierwszym wybranym samodzielnie przez Kościół Szwecji arcybiskupem, po tym, jak w 2000 ustały formalne więzy narodowego szwedzkiego Kościoła luterańskiego z państwem. 
Jest 69. arcybiskupem diecezji Uppsali. W czerwcu 2014 zastąpiła go na tym stanowisku Antje Jackelén, która jest pierwszą w historii Kościoła Szwecji kobietą na stanowisku arcybiskupa.